# Antoinette Nwandu
Antoinette Nwandu es una dramaturga estadounidense proveniente de Los Ángeles.

## Biografía
Nwandu nació y creció en Los Ángeles. Estudió en la Universidad de Harvard, la Universidad de Edimburgo y la Tisch School of the Arts. Es miembro del grupo de teatro Ars Nova y fue residente del Naked Angels Issues Playlab 2015-2016 en The New School for Performing Arts. También fue becaria del Dramatists Guild entre 2013 y 2014 y de la Eugene O'Neill Playwrights Conference.
Ha estado vinculada en proyectos relacionados con las artes dramáticas como Cherry Lane Mentor Project, Page73, Ars Nova, The Flea, Naked Angels, Fire This Time, The Movement Theater Company, WordBRIDGE y Dreamscape Theatre. Recibió el premio Lorraine Hansberry de dramaturgia por Flat Sam en 2009 y el premio Douglas Turner Ward de la Negro Ensemble Company. También ha sido finalista del Playwrights of New York Fellowship, del Page73 Fellowship, del I Am Soul Fellowship, y semifinalista del Princess Grace Award.
En 2015, su obra Pass Over de Nwandu fue finalista del Premio Ruby. La obra fue estrenada en la Steppenwolf Theatre Company de Chicago en mayo de 2017 y adaptada al cine por Danya Taymor y Spike Lee, y vio su estreno en Amazon Prime Video el 20 de abril de 2018. Su obra Breach: A Manifesto on Race in America Through the Eyes of a Black Girl Recovering from Self-hate fue exhibida el Victory Gardens Theater en 2018 por la directora Lisa Portes.

## Obras notables
- Flat Sam (2013)
- Vanna White Must Die (2012)
- Black Boy & the War (2011)
- 4 Sustenance (2012)
- Pass Over (2017)
- Breach: A Manifesto on Race in America Through the Eyes of a Black Girl Recovering from Self-hate (2018)